# Смит, Алберт (футболист, 1869)
А́лберт Смит (англ. Albert Smith; 23 июля 1869 — 18 апреля 1921) — английский футболист, правый хавбек. Наиболее известен по выступлениям за клуб «Ноттингем Форест», а также за национальную сборную Англии.

## Биография
Родился в Ноттингеме в семье производителя обуви. Футбольную карьеру начал в молодёжных командах «Ноттс Рейнджерс», «Лонг Итон Рейнджерс» и «Дерби Каунти». Профессиональную карьеру начал в клубе «Ноттингем Форест». Провёл за «Форест» 82 матча (38 в Футбольном альянсе, 27 в лиге и 17 в Кубке Англии), был капитаном команды. Также выступал за «Ноттс Каунти» и «Блэкберн Роверс».
7 марта 1891 года Смит дебютировал за национальную сборную Англии, сыграв на позиции правого хавбека в матче Домашнего чемпионата против сборной Уэльса на стадионе «Ньюкасл Роуд» в Сандерленде. В той игре англичане победили соперника со счётом 4:1. 4 апреля 1891 года провёл свой второй матч за сборную Англии: это была игра против сборной Шотландии на стадионе «Ивуд Парк» в Блэкберне, в которой англичане победили со счётом 2:1. 25 февраля 1893 года провёл свой третий (и финальный) матч за сборную Англии, сыграв против сборной Ирландии на стадионе «Уэллингтон Роуд» в Бирмингеме; англичане одержали в том матче победу со счётом 6:1.
Помимо футбола занимался торговлей обувью, работая в компании своего отца S. Smith Ltd.

## Достижения
«Ноттингем Форест»
- Победитель Футбольного альянса: 1891/92

Сборная Англии
- Победитель Домашнего чемпионата Великобритании: 1891, 1893